# Gheorge Danielov
Gheorghe Danielov (Dunavatu de Sus, 20 aprile 1948 – Bucarest, 2 agosto 2017) è stato un canoista rumeno.

## Palmarès

### Olimpiadi
- 1 medaglia:
  - 1 argento (Montréal 1976 nel C-2 1000 m)

### Mondiali
- 4 medaglie:
  - 1 oro (Belgrado 1971 nel C-2 500 m)
  - 3 argenti (Tampere 1973 nel C-2 500 m; Città del Messico 1974 nel C-2 500 m; Belgrado 1975 nel C-2 1000 m)